# The X-Files: Resist or Serve
 (janvier 2015).
Si vous disposez d'ouvrages ou d'articles de référence ou si vous connaissez des sites web de qualité traitant du thème abordé ici, merci de compléter l'article en donnant les références utiles à sa vérifiabilité et en les liant à la section « Notes et références ».
Pour les articles homonymes, voir The X-Files.
The X-Files: Resist or Serve est un jeu vidéo basé sur la série télévisée X-Files sorti sur Playstation 2 en 2004 soit deux ans après la fin de la série. Le jeu se déroule durant la saison 7 de X-Files.

## Synopsis
Une famille de Tunguska voit un OVNI s'écraser. Les deux parents sont tués tandis que le bébé est entouré du virus extraterrestre appelé huile noire. Pendant ce temps, Mulder et Scully enquêtent sur deux sœurs jumelles qui seraient des sorcières.

## Distribution
- David Duchovny est Fox Mulder
- Gillian Anderson est Dana Scully
- William B. Davis est l'homme a la cigarette
- Mitch Pileggi est Walter Skinner
- Laurie Holden est Marita Covarrubias
- Nicholas Lea est Alex Krycek
- Tom Braidwood est Melvin Frohike
- Dean Haglund est Richard Langly
- Bruce Harwood est John Fitzgerald Byers
- James Pickens, Jr. est Alvin Kersh
- Bill Dow est Charles Burks
- Arlene Pileggi est Arlene (assistente de Skinner)
- Paul Rabwin (en) est voix aditionnels
- Brad Follmer est voix aditionnels
- Mary Astadourian est voix aditionnels
- Gabe Rotter est voix aditionnels